# Jared Burton
Pour les articles homonymes, voir Burton.
Levi Jared Burton (né le 2 juin 1981 à Westminster, Caroline du Sud, États-Unis) est un lanceur de relève droitier qui a joué dans la Ligue majeure de baseball de 2007 à 2014.

## Carrière
Jared Burton est drafté par les Athletics d'Oakland en 8e ronde en 2002. Après cinq années en ligues mineures dans le réseau de filiales des Athletics sans atteindre les majeures, il devient éligible au repêchage de règle 5 et est recruté par les Reds de Cincinnati en décembre 2006.
Burton fait ses débuts dans les majeures avec les Reds le 4 avril 2007. Il est utilisé pendant 43 manches au monticule à sa saison recrue, et présente une excellente moyenne de points mérités de 2,51 avec quatre victoires et deux défaites en 47 sorties comme releveur.
Durant la saison 2008, il lance 58,2 manches en 54 parties, remportant cinq de ses six décisions et présentant une moyenne de points mérités de 3,22.
En 2009, il remporte la victoire à sa seule décision et affiche une moyenne de 4,40 en 53 matchs et 59,1 manches lancées.
Déjà forcé de rater plusieurs semaines d'activité en raison de blessures au cours des saisons 2008 et 2009, Burton amorce la saison de balle 2010 sur la liste des joueurs blessés et y reste durant plus d'un mois. Les médecins lui diagnostiquent de plus un problème de thyroïde. Il joue en 2010 dans les ligues mineures chez les Bats de Louisville, club-école de niveau AAA des Reds de Cincinnati. Blessé à l'épaule, il rate la majeure partie de la saison 2011 et ne lance que quatre manches et deux tiers pour les Reds. Agent libre, il signe chez les Twins du Minnesota.
Burton joue 3 saisons, de 2012 à 2014, pour les Twins. En 203 apparitions en relève, il lance 192 manches et maintient une moyenne de points mérités de 3,47. Il remporte 8 victoires, encaisse 16 défaites et réalise 10 sauvetages. Sa première année, en 2012, est de loin sa meilleure avec une moyenne de seulement 2,18 en 64 matchs et 62 manches lancées. 
Il est libéré par les Yankees de New York le 26 mars 2015 après avoir participé à leur camp d'entraînement printanier.